# Хаверц, Кай
Кай Лу́кас Ха́верц (нем. Kai Lukas Havertz; род. 11 июня 1999, Ахен, Германия) — немецкий футболист, нападающий английского клуба «Арсенал» и сборной Германии. Участник чемпионата Европы 2020, 2024 года и чемпионата мира 2022 года.

## Биография
Кай Хаверц родился 11 июня 1999 года в городе Ахен (земля Северный Рейн-Вестфалия). Вырос же он в деревне Мариадорф, к северу от Ахена. Родители оказались далёкими от мира спорта: отец работал в полиции, мать занималась юриспруденцией. Но дедушка по материнской линии играл в футбол в клубе «Рода». Кроме Кая, в семье воспитывались двое старших детей, брат и сестра игрока.

## Клубная карьера
Кай начал играть в футбол в детстве, в возрасте четырёх лет, в любительской команде «Алемания Мариадорф». Туда талантливого ребёнка по настоянию деда Ричарда Вайденхаупт-Пельцера, являвшегося председателем этого клуба, взяли в качестве исключения: по правилам дети занимались здесь с шести лет. По словам своего первого тренера Дирка Морфельда, он был всего лишь «размером с огнетушитель», но его крошечная фигура источала такое упорство, которое поражало тренеров. Проведя большую часть своего времени в «Мариадорфе» в возрастных группах на два года выше его собственных, в 2009 году, в возрасте 10 лет, он перешёл в «Алеманию» — крупнейшему клубу в регионе. В то время он играл во второй Бундеслиге, а Кай был его постоянным фанатом.

### «Байер 04»

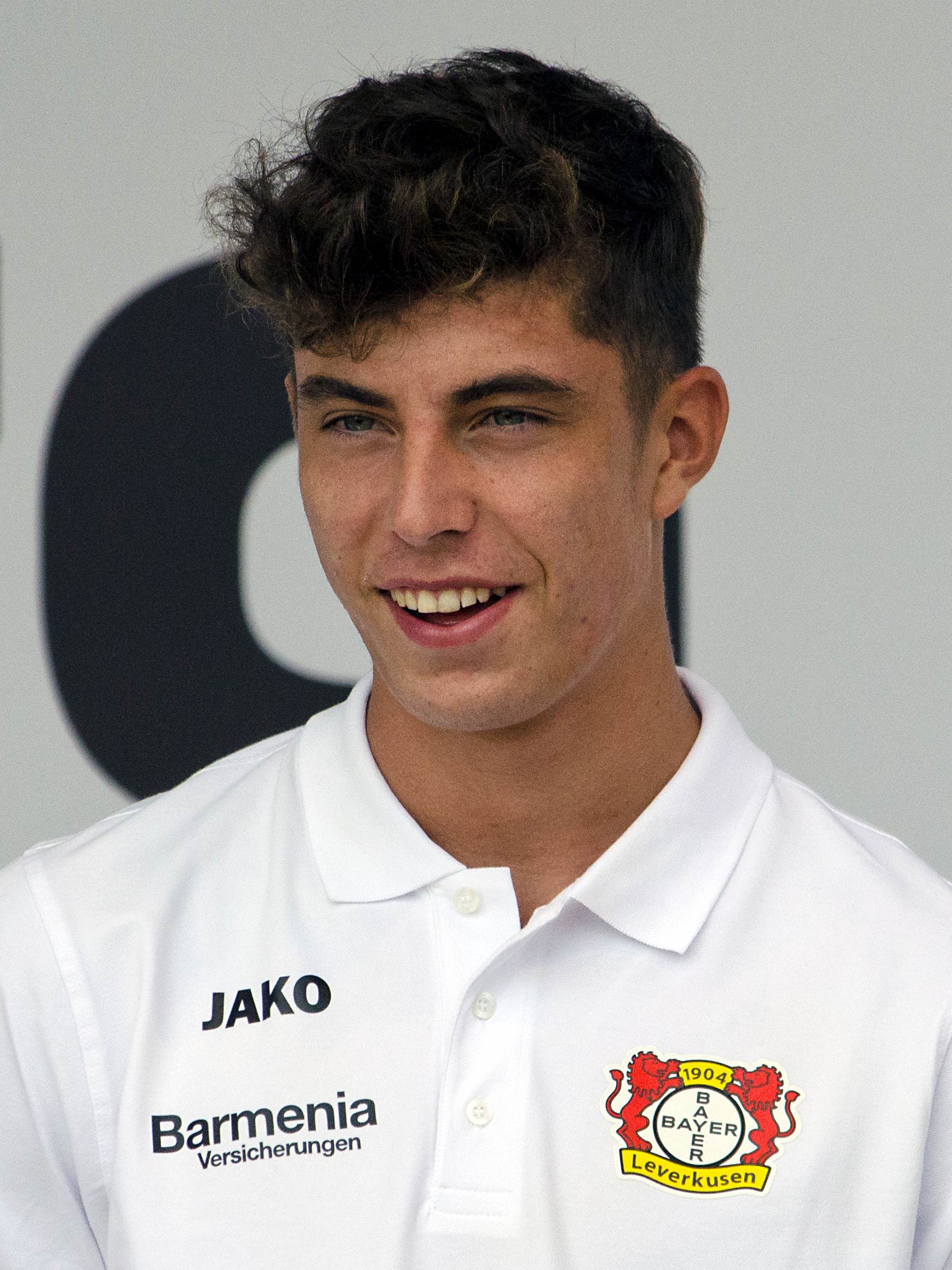
Хаверц в форме «Байер 04» в 2018 году

К «фармацевтам» присоединился в 11 лет. Выступал в юношеских и молодёжных составах, на старте сезона 2016/17 здорово проявил себя в команде «Байера» до 19 лет, забил 2 гола и отдал 4 голевые передачи в 9 матчах. Занял второе место в престижной номинации медали Фрица Вальтера (вручается самым талантливым игрокам Германии).
15 октября 2016 года дебютировал в Бундеслиге в поединке против «Вердера», выйдя на замену на 83-й минуте вместо Чарлеса Арангис. Стал самым молодым дебютантом в истории «Байера». 5 ноября 2016 года состоялся дебют в основном составе — в победном поединке против «Дармштадта» (3:2). В заключительном матче первого круга против «Кёльна» (1:1) Кай отметился своим первым результативным действием, отдав голевую передачу на Венделла (это был 50 000 гол в истории Бундеслиги). В феврале отметился ещё тремя ассистами. Вышел в стартовом составе в домашнем матче Лиги чемпионов против «Атлетико» (2:4). В то время как Хаверц делал свои первые успехи на поле, это было также критическое время вне поля. Он заканчивал свои экзамены в школе примерно в то время, когда попал в первую команду «Байера», что привело к появлению интересных новостей и личных трудных моментов, с которыми пришлось справляться. Хаверц даже пропустил ответный матч 1/8 финала Лиги чемпионов против «Атлетико», чтобы сдать свои экзамены. Свой первый гол забил 2 апреля 2017 года в ворота «Вольфсбурга» (3:3). В той же встрече отметился голевой передачей. В возрасте 17 лет 9 месяцев 22 дней стал самым молодым игроком в истории «Байера», забивавшим в Бундеслиге. В поединке последнего тура помог своей команде разгромить «Герту» (6:2), оформив дубль.
Летом 2017 года «Байер» возглавил Херрлих Хайко, который стал чаще отправлять Хаверца в основу. 21 октября 2017 года отметился тремя ассистами в матче с «Боруссией» (5:1) из Мёнхенгладбаха. 14 апреля 2018 года Хаверц стал самым молодым игроком с 50 матчами в Бундеслиге (18 лет и 307 дней).

### «Челси»
4 сентября 2020 года перешёл в «Челси», подписав контракт с клубом до 2025 года. Сумма трансфера составила 62 миллиона фунтов стерлингов, плюс возможные бонусы в размере 9 миллионов, что сделало его вторым по стоимости приобретением клуба после Кепы Аррисабалаги.
14 сентября Хаверц дебютировал за новый клуб в первом матче чемпионата Англии против «Брайтона», закончившегося победой «синих» (3:1). Уже 23 сентября в матче 3-го раунда Кубка английской футбольной лиги против «Барнсли» Кай оформил свой первый хет-трик за «Челси» и в карьере вообще. Матч закончился победой «синих» (6:0).
29 мая 2021 года забил единственный гол в ворота «Манчестер Сити» в финале Лиги чемпионов и принёс «Челси» второй трофей в истории турнира. Этот гол стал для Хаверца первым в карьере, забитым в рамках Лиги чемпионов.
За сборную Германии и «Челси» в 2021 году Хаверц забил 15 мячей. Самым результативным матчем для Кая за 2021 год стал матч против «Фулхэма», который прошёл на «Стэмфорд Бридж», немец поразил ворота дважды, отличившись на 10-й и 49-й минутах.
12 февраля 2022 года Хаверц принёс «Челси» победу в клубном чемпионате мира 2021 года реализовав пенальти в ворота бразильского клуба «Палмейрас» на 117-й минуте матча.

### «Арсенал»
28 июня 2023 года лондонский «Арсенал» объявил о трансфере Хаверца. Сумма трансфера составила 65 млн фунтов.
В сезоне 2023/24 забил 13 мячей в 37 матчах Премьер-лиги. В сезоне 2024/25 сыграл 23 матча и забил 9 мячей.

## Карьера в сборной
Выступал за юношеские сборные Германии различных возрастов. Принимал участие в чемпионате Европы 2016 года среди юношей до 17 лет, вместе с командой дошёл до полуфинала. Сыграл на турнире все пять встреч, забил один мяч, в ворота сверстников из Австрии.
19 мая 2021 года был включён в заявку сборной Германии на чемпионат Европы 2020. На Евро-2020 забил мяч в матче 2-го тура группового этапа против сборной Португалии (4:2) в Мюнхене.
26 сентября 2022 года в своём 30-м матче за сборную впервые сделал дубль в ворота сборной Англии в матче Лиги наций УЕФА на «Уэмбли» (3:3).
1 декабря 2022 года на чемпионате мира в Катаре сделал дубль в ворота сборной Коста-Рики (4:2), однако немцы не сумели выйти из группы, пропустив вперёд Испанию и Японию.

## Статистика

### Клубная
| Выступление      | Выступление      | Выступление      | Чемпионат | Чемпионат | Кубки | Кубки | Еврокубки | Еврокубки | Итого | Итого |
| Клуб             | Лига             | Сезон            | Игры      | Голы      | Игры  | Голы  | Игры      | Голы      | Игры  | Голы  |
| ---------------- | ---------------- | ---------------- | --------- | --------- | ----- | ----- | --------- | --------- | ----- | ----- |
| Байер 04         | Бундеслига       | 2016/17          | 24        | 4         | 1     | 0     | 3         | 0         | 28    | 4     |
| Байер 04         | Бундеслига       | 2017/18          | 30        | 3         | 5     | 1     | —         | —         | 35    | 4     |
| Байер 04         | Бундеслига       | 2018/19          | 34        | 17        | 2     | 0     | 6         | 3         | 42    | 20    |
| Байер 04         | Бундеслига       | 2019/20          | 30        | 12        | 5     | 2     | 10        | 4         | 45    | 18    |
| Байер 04         | Итого            | Итого            | 118       | 36        | 13    | 3     | 19        | 7         | 150   | 46    |
| Челси            | Премьер-лига     | 2020/21          | 27        | 4         | 6     | 4     | 12        | 1         | 45    | 9     |
| Челси            | Премьер-лига     | 2021/22          | 29        | 8         | 6     | 2     | 12        | 4         | 47    | 14    |
| Челси            | Премьер-лига     | 2022/23          | 35        | 7         | 2     | 0     | 10        | 2         | 47    | 9     |
| Челси            | Итого            | Итого            | 91        | 19        | 14    | 6     | 34        | 7         | 139   | 32    |
| Арсенал (Лондон) | Премьер-лига     | 2023/24          | 37        | 13        | 4     | 0     | 10        | 1         | 51    | 14    |
| Арсенал (Лондон) | Премьер-лига     | 2024/25          | 21        | 9         | 4     | 2     | 8         | 4         | 33    | 15    |
| Арсенал (Лондон) | Итого            | Итого            | 58        | 22        | 8     | 2     | 18        | 5         | 84    | 29    |
| Всего за карьеру | Всего за карьеру | Всего за карьеру | 267       | 77        | 35    | 11    | 71        | 19        | 373   | 107   |

1. ↑  Кубок Германии, Кубок Англии, Кубок Английской футбольной лиги, Суперкубок Англии.
2. ↑  Лига чемпионов УЕФА, Лига Европы УЕФА, Суперкубок УЕФА, Клубный чемпионат мира.

### Сборная
| №  | Дата            | Оппонент           | Счёт | Голы | Соревнование            |
| -- | --------------- | ------------------ | ---- | ---- | ----------------------- |
| 1  | 9 сентября 2018 | Перу               | 2:1  | —    | Товарищеский матч       |
| 2  | 15 ноября 2018  | Россия             | 3:0  | —    | Товарищеский матч       |
| 3  | 20 марта 2019   | Сербия             | 1:1  | —    | Товарищеский матч       |
| 4  | 6 сентября 2019 | Нидерланды         | 2:4  | —    | Квалификация ЧЕ-2020    |
| 5  | 9 сентября 2019 | Северная Ирландия  | 2:0  | —    | Квалификация ЧЕ-2020    |
| 6  | 9 октября 2019  | Аргентина          | 2:2  | 22′  | Товарищеский матч       |
| 7  | 13 октября 2019 | Эстония            | 3:0  | —    | Квалификация ЧЕ-2020    |
| 8  | 7 октября 2020  | Турция             | 3:3  | —    | Товарищеский матч       |
| 9  | 10 октября 2020 | Украина            | 2:1  | —    | Лига наций 2020/21      |
| 10 | 13 октября 2020 | Швейцария          | 3:3  | 55′  | Лига наций 2020/21      |
| 11 | 25 марта 2021   | Исландия           | 3:0  | 7′   | Квалификация ЧМ-2022    |
| 12 | 28 марта 2021   | Румыния            | 1:0  | —    | Квалификация ЧМ-2022    |
| 13 | 31 марта 2021   | Северная Македония | 1:2  | —    | Квалификация ЧМ-2022    |
| 14 | 7 июня 2021     | Латвия             | 7:1  | —    | Товарищеский матч       |
| 15 | 15 июня 2021    | Франция            | 0:1  | —    | Финальные матчи ЧЕ-2020 |
| 16 | 19 июня 2021    | Португалия         | 4:2  | 51′  | Финальные матчи ЧЕ-2020 |

Итого: 16 матчей / 4 гола; 9 побед:, 4 ничьи, 3 поражения.

## Достижения

### Командные
«Челси»
- Победитель Лиги чемпионов УЕФА: 2020/21
- Обладатель Суперкубка УЕФА: 2021
- Победитель Клубного чемпионата мира: 2021

«Арсенал» Лондон
- Обладатель Суперкубка Англии: 2023

### Личные
- Золотая медаль Фрица Вальтера: 2018
- Входит в команду года Бундеслиги: 2018/19[33]
- Член символической «сборной сезона» Лиги Европы: 2019/20[34]